# 第一次産業

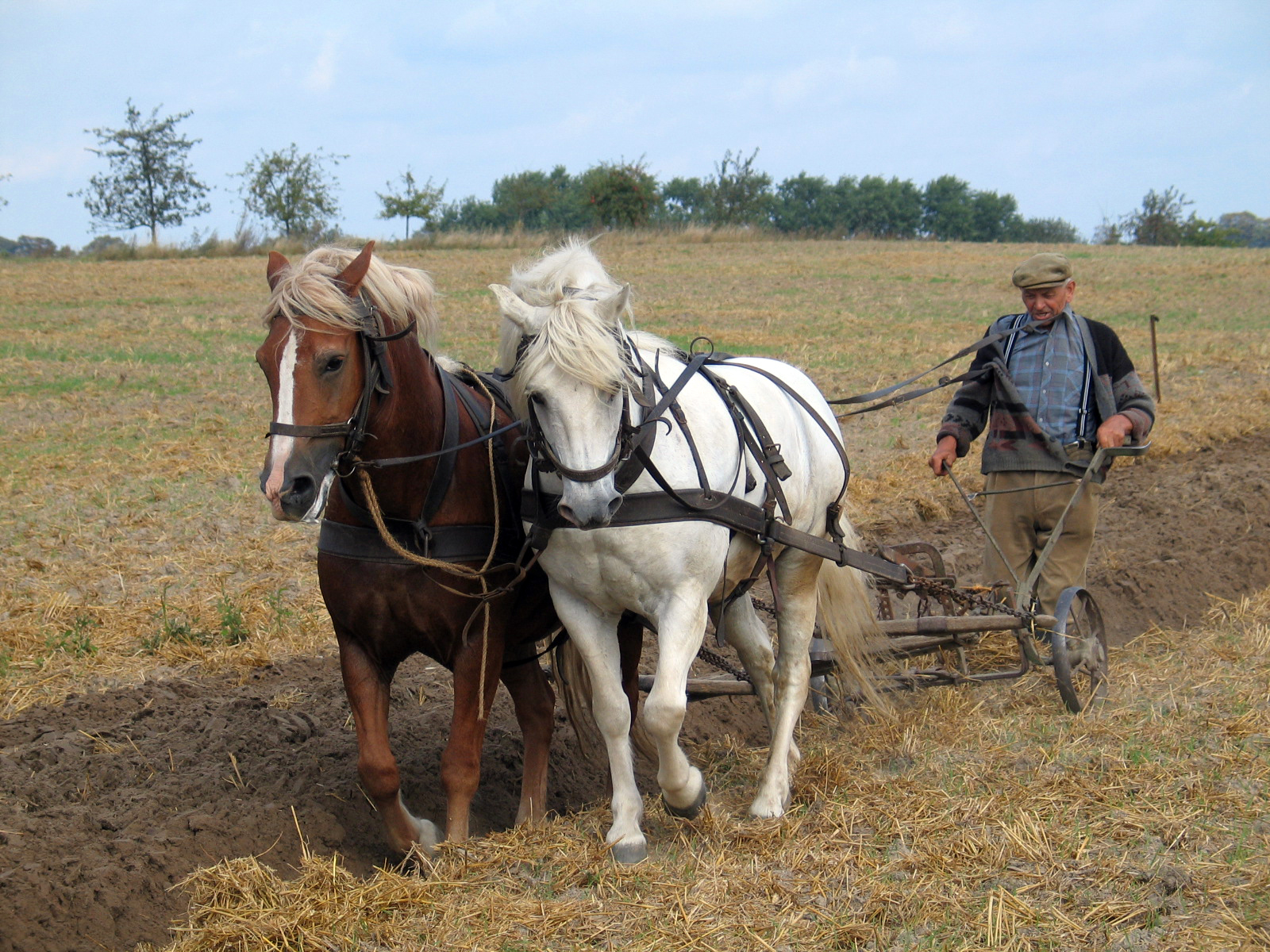
農業（農家）

第一次産業（だいいちじさんぎょう、英: primary sector of industry）は、3セクターモデルにおける産業分類の一つ。一般的には自然界に働きかけて直接に富を取得する産業が分類される。

## 概要
コーリン・クラークによる古典的な分類によれば農業、林業、鉱業、漁業（水産業）がこれに該当する。
世界的に国内総生産（GDP）と雇用における第一次産業や第二次産業の割合の低下と第三次産業の割合の上昇という「サービス経済化」という現象がみられる。
歴史には、第一次産業では生産活動に用いる機械や道具は生産性追求の過程に応じて発達し、その技術や技能は親から子など家族で受け継がれる傾向があった。将来的には持続的な生産活動を行なう管理型生産活動の導入や新規就業者の確保の必要性が課題になっている。
第一次産業の担い手である農林漁業者が自らの生産物の付加価値を高め、生産（一次）だけでなく、加工（二次）や販売（三次）まで一体的に行う六次産業化の取り組みも行われている。
第一次産業は一義的には自然環境に対する直接的な働きかけを生産活動の基本としており、農林水産業には食料や木材等の安定的供給以外にも、洪水や土砂崩壊などの防止、自然環境保全、景観保全、行楽や保養の場、国境や海域環境の監視、海難救助、地域社会や伝統文化の維持、体験学習や教育の場等の機能もあり、農林水産業の多面的機能と呼ばれている。

## 各国の状況
産業分類の方法（各産業の範囲）に関しては国により異なる。

### 日本
日本では、慣例として、日本標準産業分類における下記の産業を第一次産業とすることが多い。これは鉱業を含めない点でクラークによる定義と異なる。
- 大分類A 農業、林業
- 大分類B 漁業

### 中国
中華人民共和国国家統計局は2003年に従来の産業分類（1985年3月19日の国務院『第三次産業統計作成に関する報告書』で用いられた分類）を廃止し、2002年に国家品質監督検験検疫総局が新しく発布した『中国標準産業分類（「国民経済行業分類」）』による分類で産業の再定義を行った。これによると第一次産業を農業、林業、畜産業及び漁業としている（鉱業は第二次産業に分類）。
中華人民共和国国家統計局のデータによると、中国では1978年以降、GDPにおける第一次産業の割合の大幅な低下がみられる。